# Station Cherry Tree
Cherry Tree is een spoorwegstation van National Rail in Cherry Tree, Blackburn with Darwen in Engeland. Het station is eigendom van Network Rail en wordt beheerd door Northern Rail. Het station is geopend in 1846.